# 屏蔽效应
屏蔽效应（英語：shielding effect），指的是含有一个以上电子的原子中，由于其它电子对某电子有排斥作用，削弱了该电子和原子核之间的吸引。被屏蔽之后的核电荷数称为有效核电荷，屏蔽效应可通过斯莱特定则来估算。屏蔽效应是电场屏蔽的一种特殊情况，在材料科学的许多项目中也具有一定的意义。

## 说明
氢原子核外仅有一个电子，所以不存在其它电子对该电子的屏蔽作用。但当涉及更多的电子时，每个电子不仅受到来自带正电的原子核的吸引力，还受到从最内层到该电子所在电子能级的其它电子的排斥力。比如处于2s能级的电子能够屏蔽2p能级的电子。然而，2p轨道的电子不屏蔽2s轨道的电子。这种排斥力导致目标电子受到的吸引力比只考虑该电子与原子核之间吸引力时更小，因此这些电子不像靠近原子核的电子那样与原子核紧密结合，这有助于解释为什么价电子更容易从原子中移除。
由于量子力学的影响，屏蔽效应的大小很难精确计算。作为近似值，我们可以通过以下公式估计每个电子上的有效核电荷：
{\displaystyle Z_{\mathrm {eff} }=Z-\sigma \,}
其中，“Z”是原子核中的质子数，即原始的核电荷数。 {\displaystyle \sigma \,}被称为屏蔽系数，数值越大，说明目标电子收到屏蔽效应影响更大。屏蔽系数可以通过使用量子化学和薛定谔方程，或通过使用斯莱特定则来估算。
一般来说，电子壳层在空间中分布越宽，屏蔽效应就越弱。所以可以对电子壳层（s，p，d，f）进行如下排序
{\displaystyle S(\mathrm {s} )>S(\mathrm {p} )>S(\mathrm {d} )>S(\mathrm {f} ),}
其中“S”是给定轨道提供给目标电子的屏蔽强度。
在卢瑟福背散射中，采用电子屏蔽校正可以修正入射离子与目标原子核之间在大距离处的库仑排斥。这是内部电子对外部电子产生的排斥效应。